# Lago Afrera
O lago Afrera (em italiano: Lago Giuletti), é um lago salgado localizado no norte da Etiópia, na zona 2 da região Afar. Com aproximadamente 100 km2, é um dos muitos lagos da depressão de Danakil. A hipersalinidade do lago permite a exploração de dezenas de salinas.

## História
Este lago também é chamado de "Lago Giulietti", o nome que o Barão Raimondo Franchetti deu em homenagem ao soldado, geógrafo e explorador italiano Giuseppe Maria Giulietti, morto pelo povo Afar em uma cidade perto do lago. No entanto, este lago não era conhecido pelos europeus até depois da chegada de Franchetti em 1929, bem após a morte de Giulietti.

## Mineração do sal

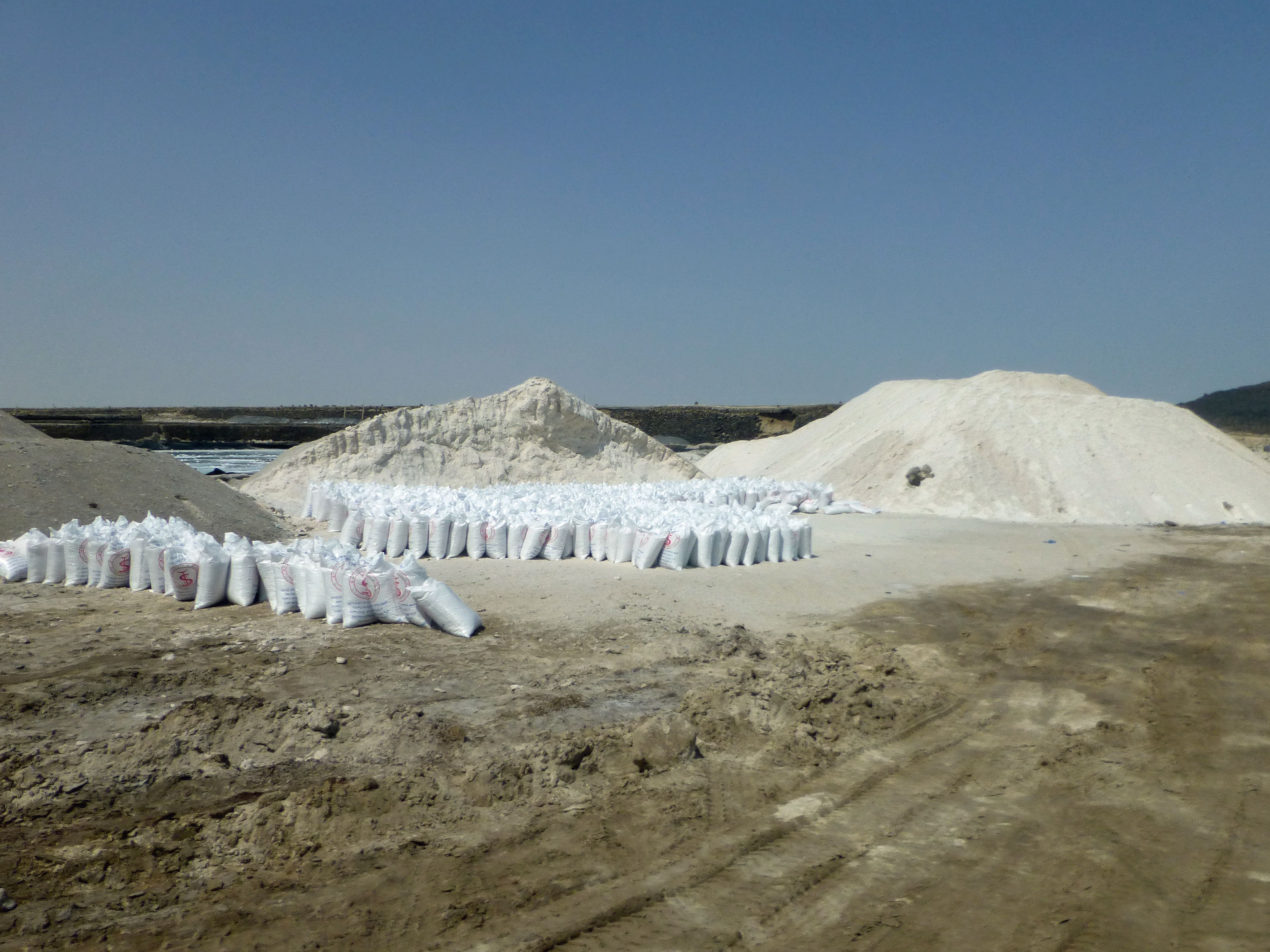
Estocagem do sal